# Банкалар
„Банкалар“ (на турски: Bankalar, в превод: „банки“) е булевард (пълно име на турски: Bankalar Caddesi, в превод: „Улица на банките“), разположен в историческия квартал Галата (дн. Каракьой) в днешния район Бейоглу, Истанбул.
В миналото булевардът е бил финансов център на Османската империя. На тази улица са били разположени седалищата на известни банки, финансови институции и застрахователни дружества. По онова време тук се намират също Османската (Отоманската) централна банка – създадена през 1856 г., и Османската фондова борса – създадена през 1866 г. В дните след 25 август 1896, когато арменски въоръжени лица окупират Отоманската централна банка, районът е арена на кървави погроми и самоуправство от страна на местното население срещу съжителстващите с тях арменци.
В днешно време тези сгради все още се използват като седалища и офиси на различни банкови институции. Булевардът продължава да бъде основният финансов център на Истанбул до 1990 г., когато повечето турски банки започват да преместват седалищата си към новите бизнес райони Левент и Маслак. През 1995 г. и Истанбулската фондова борса също се измества от тук – в община Саръйер.